# Liste des conseillers départementaux des Deux-Sèvres

## Composition du Conseil départemental desDeux-Sèvres

### 2015-2021
| Canton                          | Conseiller Sortant    | Parti | Parti |
| ------------------------------- | --------------------- | ----- | ----- |
| Canton d'Autize-Égray           | René Bauruel          |       | LR    |
| Canton d'Autize-Égray           | Marie-Pierre Missioux |       | LR    |
| Canton de Bressuire             | Estelle Gerbaud       |       | DVD   |
| Canton de Bressuire             | François Gingreau     |       | DVD   |
| Canton de Celles-sur-Belle      | Chantal Brillaud      |       | PS    |
| Canton de Celles-sur-Belle      | Jean-Claude Mazin     |       | PS    |
| Canton de Cerizay               | Thierry Marolleau     |       | LR    |
| Canton de Cerizay               | Sylvie Renaudin       |       | LR    |
| Canton de Frontenay-Rohan-Rohan | Brigitte Competissa   |       | PS    |
| Canton de Frontenay-Rohan-Rohan | Rabah Laïchour        |       | PS    |
| Canton de la Gâtine             | Coralie Denoues       |       | LR    |
| Canton de la Gâtine             | Hervé de Talhouet-Roy |       | LR    |
| Canton de Mauléon               | Philippe Bremond      |       | LR    |
| Canton de Mauléon               | Claire Paulic         |       | LR    |
| Canton de Melle                 | Colette Balland       |       | PS    |
| Canton de Melle                 | Dorick Barillot       |       | PS    |
| Canton de Mignon-et-Boutonne    | Bernard Belaud        |       | LR    |
| Canton de Mignon-et-Boutonne    | Séverine Vachon       |       | LR    |
| Canton de Niort-1               | Romain Dupeyrou       |       | LR    |
| Canton de Niort-1               | Rose-Marie Nieto      |       | LR    |
| Canton de Niort-2               | Rodolphe Challet      |       | PS    |
| Canton de Niort-2               | Élodie Truong         |       | PS    |
| Canton de Niort-3               | Agnès Jarry           |       | LR    |
| Canton de Niort-3               | Guillaume Juin        |       | LR    |
| Canton de Parthenay             | Jean-Yann Martineau   |       | LR    |
| Canton de Parthenay             | Béatrice Largeau      |       | LR    |
| Canton de la Plaine niortaise   | Lionel Vinour         |       | PS    |
| Canton de la Plaine niortaise   | Magdeleine Pradere    |       | PS    |
| Canton de Saint-Maixent-l'École | Hélène Havette        |       | LR    |
| Canton de Saint-Maixent-l'École | Léopold Moreau        |       | LR    |
| Canton de Thouars               | Esther Mahiet-Lucas   |       | LR    |
| Canton de Thouars               | Sylvain Sintive       |       | LR    |
| Canton du Val de Thouet         | Olivier Fouillet      |       | LR    |
| Canton du Val de Thouet         | Maryline Gelée        |       | LR    |

### 2011-2015
| Parti                                | Sigle | Sigle | Élus |
| ------------------------------------ | ----- | ----- | ---- |
| Majorité (18 sièges)                 |       |       |      |
| Parti socialiste                     |       | PS    | 13   |
| Divers gauche                        |       | DVG   | 5    |
| Opposition (15 sièges)               |       |       |      |
| Divers droite                        |       | DVD   | 11   |
| Union des démocrates et indépendants |       | UDI   | 2    |
| Union pour un mouvement populaire    |       | UMP   | 2    |
| Président du Conseil général         |       |       |      |
| Éric Gautier (PS)                    |       |       |      |

## Liste des conseillers généraux desDeux-Sèvres
| Canton                             | Circ | Conseiller général    | Parti | Parti | Série |
| ---------------------------------- | ---- | --------------------- | ----- | ----- | ----- |
| Arrondissement de Bressuire        |      |                       |       |       |       |
| Canton d'Argenton-les-Vallées      | 4    | Robert Girault        |       | DVD   | 2008  |
| Canton de Bressuire                | 4    | Estelle Gerbaud       |       | DVD   | 2008  |
| Canton de Cerizay                  | 4    | Johnny Brosseau       |       | PS    | 2011  |
| Canton de Mauléon                  | 4    | Philippe Brémont      |       | DVD   | 2008  |
| Canton de Saint-Varent             | 4    | Claude Aubin          |       | DVD   | 2011  |
| Canton de Thouars-1                | 4    | Patrice Pineau        |       | PS    | 2011  |
| Canton de Thouars-2                | 4    | Bernard Paineau       |       | PS    | 2008  |
| Arrondissement de Niort            |      |                       |       |       |       |
| Canton de Beauvoir-sur-Niort       | 2    | Jean-Claude Aubineau  |       | UDI   | 2008  |
| Canton de Brioux-sur-Boutonne      | 2    | Bernard Belaud        |       | DVD   | 2008  |
| Canton de Celles-sur-Belle         | 2    | Éric Gautier          |       | PS    | 2011  |
| Canton de Champdeniers-Saint-Denis | 3    | Jean-François Ferron  |       | PS    | 2011  |
| Canton de Chef-Boutonne            | 2    | Jean-Claude Sillon    |       | DVG   | 2008  |
| Canton de Coulonges-sur-l'Autize   | 3    | Christian Bonnet      |       | DVD   | 2011  |
| Canton de Frontenay-Rohan-Rohan    | 2    | Joël Misbert          |       | PS    | 2008  |
| Canton de Lezay                    | 2    | Jean-Claude Mazin     |       | DVG   | 2011  |
| Canton de Mauzé-sur-le-Mignon      | 2    | Sébastien Dugleux     |       | PS    | 2008  |
| Canton de Melle                    | 2    | Paul Grégoire         |       | PS    | 2008  |
| Canton de la Mothe-Saint-Héray     | 2    | Jean-Pierre Griffault |       | UDI   | 2011  |
| Canton de Niort-Est                | 1    | Rodolphe Challet      |       | PS    | 2011  |
| Canton de Niort-Nord               | 1    | Bernard Millet        |       | PS    | 2008  |
| Canton de Niort-Ouest              | 1    | Gérard Zabatta        |       | PS    | 2011  |
| Canton de Prahecq                  | 1    | Magdeleine Pradère    |       | PS    | 2011  |
| Canton de Saint-Maixent-l'École-1  | 2    | Jean-Luc Drapeau      |       | PS    | 2008  |
| Canton de Saint-Maixent-l'École-2  | 2    | Léopold Moreau        |       | UMP   | 2011  |
| Canton de Sauzé-Vaussais           | 2    | Dorick Barillot       |       | PS    | 2011  |
| Arrondissement de Parthenay        |      |                       |       |       |       |
| Canton d'Airvault                  | 3    | Dominique Paquereau   |       | DVD   | 2008  |
| Canton de Mazières-en-Gâtine       | 3    | Jean-Marie Morisset   |       | UMP   | 2008  |
| Canton de Ménigoute                | 3    | Didier Gaillard       |       | DVD   | 2011  |
| Canton de Moncoutant               | 3    | Jean-Louis Potiron    |       | DVD   | 2011  |
| Canton de Parthenay                | 3    | Gilbert Favreau       |       | DVD   | 2008  |
| Canton de Saint-Loup-Lamairé       | 3    | Pascal Bironneau      |       | PS    | 2008  |
| Canton de Secondigny               | 3    | Gérard Vitré          |       | DVD   | 2008  |
| Canton de Thénezay                 | 3    | Hervé de Talhouet-Roy |       | DVD   | 2011  |

## Anciens conseillers généraux
- Marie-Magdeleine Aymé de La Chevrelière (Canton de Chef-Boutonne : 1958-1976) ;
- Albert Brochard ;
- Roger Chatelain ;
- André Clert ;
- André Dulait ;
- Geneviève Gaillard ;
- Jean-Pierre Marché ;
- Ségolène Royal (Canton de La Mothe-Saint-Héray)